# Józef Cybertowicz
Józef Cybertowicz (ur. 11 marca 1928 w Poznaniu, zm. 2 sierpnia 1971 tamże) – polski bibliotekarz i bibliograf związany z Biblioteką Uniwersytetu Poznańskiego.

## Życiorys
Po ukończeniu magisterskich studiów z filologii polskiej na Uniwersytecie Poznańskim (1952) praktykował w Bibliotece tej uczelni jako stypendysta Ministerstwa Szkolnictwa Wyższego. Podjął następnie pracę etatową w bibliotece uniwersyteckiej, niebawem zostając kierownikiem jej Czytelni Głównej. Kwalifikacje zawodowe podnosił na Kursie dla Pracowników Oddziałów Udostępniania i Informacji Bibliograficznej (zorganizowanym przez Ministerstwo Szkolnictwa Wyższego) oraz w czasie praktyk zawodowych II stopnia w Bibliotece Uniwersytetu Mikołaja Kopernika w Toruniu. W 1955 zdał bibliotekarski egzamin dyplomowy.
W latach 1957–1965 pracował w poznańskiej bibliotece uniwersyteckiej w referacie (potem samodzielnym oddziale) starodruków, ostatnio jako zastępca kierownika. Od 1965 kierował Sekcją Bibliotekoznawstwa jako adiunkt; w 1968 został kustoszem dyplomowanym. Od października 1968 był kierownikiem Oddziału Gromadzenia Zbiorów.
Przez wiele lat pracy w Bibliotece Uniwersytetu Poznańskiego zaangażowany był w działalność dydaktyczną. Prowadził zajęcia z przysposobienia bibliotecznego dla studentów pierwszych lat różnych kierunków uniwersyteckich, w późniejszych latach zajmował się również szkoleniami wewnętrznymi dla pracowników biblioteki, głównie obejmującymi morfologię książki oraz historię książki i bibliotek. Występował jako konsultant i egzaminator w zakresie tych przedmiotów w poznańskim zespole Państwowego Ośrodka Kształcenia Korespondencyjnego Bibliotekarzy. Brał udział w pracach nad utworzeniem Studium Bibliotekoznawstwa przy Bibliotece Uniwersytetu Poznańskiego, od 1968 prowadził w nim wykład z funkcji i organizacji współczesnej biblioteki.
Jego zainteresowania naukowe obejmowały ponadto historię literatury oraz bibliografię. Ogłosił łącznie 18 prac, z czego część stanowiły opracowania bibliograficzne. Zajmował się m.in. literaturą polską doby Odrodzenia. Współpracował z Instytutem Badań Literackich PAN, był członkiem zespołu specjalizującego się w piśmiennictwie staropolskim w pracach nad Bibliografią Literatury Polskiej (Nowy Korbut). Dla Słownika pracowników książki polskiej (1972), którego publikacji nie dożył, opracował artykuł poświęcony Ludwikowi Kropińskiemu, generałowi doby Księstwa Warszawskiego, poecie i zbieraczowi książek. Nie zdążył także obronić przygotowywanej rozprawy doktorskiej, poświęconej Teofilowi Lenartowiczowi.
Został pochowany na Cmentarzu Junikowo w Poznaniu.